# Олександрівська сільська рада (Лиманський район)
Олекса́ндрівська сільська́ ра́да — ліквідована адміністративно-територіальна одиниця та орган місцевого самоврядування в Лиманському районі Одеської області. Адміністративний центр — село Олександрівка.

## Загальні відомості
- Територія ради: 17,356 км²
- Населення ради: 4 321 особа (станом на 2001 рік)

## Населені пункти
Сільській раді були підпорядковані населені пункти:
- с. Олександрівка
- с-ще Світле

## Населення
За переписом населення України 2001 року в селі мешкала 4321 особа.

### Мова
Розподіл населення за рідною мовою за даними перепису 2001 року:
| Мова       | Відсоток |
| ---------- | -------- |
| українська | 77,02 %  |
| російська  | 21,59 %  |
| молдовська | 0,53 %   |
| болгарська | 0,39 %   |
| білоруська | 0,21 %   |
| вірменська | 0,14 %   |
| гагаузька  | 0,02 %   |
| польська   | 0,02 %   |

## Склад ради
Рада складається з 20 депутатів та голови.
- Голова ради:
- Секретар ради: Коріненко Ірина Олександрівна

### Керівний склад попередніх скликань
| Прізвище, ім'я, по батькові  | Основні відомості                                                                       | Дата обрання | Дата звільнення |
| ---------------------------- | --------------------------------------------------------------------------------------- | ------------ | --------------- |
| Сандуленко Андрій Андрійович | Сільський голова, 1962 року народження, член Всеукраїнського об'єднання «Батьківщина»   | 26.03.2006   | 31.10.2010      |
| Шахрай Юрій Олександрович    | Сільський голова, 1957 року народження, освіта середня спеціальна, член Партії регіонів | 31.10.2010   | 03.03.2015      |

Примітка: таблиця складена за даними сайту Верховної Ради України

### Депутати
За результатами місцевих виборів 2010 року депутатами ради стали:

#### За суб'єктами висування
| Суб'єкт висування | Кількість обраних депутатів | %  |
| ----------------- | --------------------------- | -- |
| Партія регіонів   | 10                          | 50 |
| Самовисування     | 10                          | 50 |

#### За округами
| № округу        | Прізвище, ім'я, по батькові       | Дата визнання обраним | Освіта             | Партійна приналежність                  | Відомості про обраного депутата                                         |
| --------------- | --------------------------------- | --------------------- | ------------------ | --------------------------------------- | ----------------------------------------------------------------------- |
| Партія регіонів |                                   |                       |                    |                                         |                                                                         |
| 2               | Білогорська Наталія Костянтинівна | 05.11.2010            | середня            | член Партії регіонів                    | Фонтанська сільська споживча спілка, перукар                            |
| 5               | Вишнякова Олена Петрівна          | 05.11.2010            | вища               | член Партії регіонів                    | приватний підприємець                                                   |
| 6               | Педоренко Сергій Володимирович    | 05.11.2010            | середня            | позапартійний                           | ПП «Гармаш», охоронник                                                  |
| 9               | Семенюк Олександр Анатолійович    | 05.11.2010            | вища               | позапартійний                           | тимчасово не працює                                                     |
| 10              | Чеботарь Світлана Анатоліївна     | 05.11.2010            | середня            | позапартійна                            | Олександрівська сільська бібліотека, бібліотекар                        |
| 12              | Ніколенко Тетяна Вікторівна       | 05.11.2010            | середня            | член Партії регіонів                    | тимчасово не працює                                                     |
| 16              | Ремінна Тамара Антонівна          | 05.11.2010            | середня            | позапартійна                            | тимчасово не працює                                                     |
| 17              | Грабар Сергій Миколайович         | 05.11.2010            | вища               | позапартійний                           | ТОВ «Хімзахист», начальник дільниці                                     |
| 19              | Коріненко Ірина Олександрівна     | 05.11.2010            | середня            | член Партії регіонів                    | ТЦ «Нова лінія», продавець –консультант                                 |
| 20              | Горбунова Галина Федорівна        | 05.11.2010            | середня            | член Партії регіонів                    | СП «Пан ком-ЮН», машиніст крану                                         |
| Самовисування   |                                   |                       |                    |                                         |                                                                         |
| 1               | Думанська Олена Анатоліївна       | 05.11.2010            | вища               | член Політичної партії «Сильна Україна» | Олександрівська сільська рада, діловод                                  |
| 3               | Сандаленко Людмила Миколаївна     | 05.11.2010            | вища               | член Політичної партії «Сильна Україна» | Одеська обласна психіатрична лікарня № 2, молодша медична сестра        |
| 4               | Арнаутова Ніна Антонівна          | 10.10.2011            | середня спеціальна | член Партії регіонів                    | Одеська обласна психіатрична лікарня № 2, спеціаліст відділу статистики |
| 7               | Бурлака Тетяна Юріївна            | 05.11.2010            | вища               | член Політичної партії «Сильна Україна» | Олександрівська сільська рада, керуюча справами                         |
| 8               | Кузьменко Олена Олександрівна     | 05.11.2010            | середня            | член Політичної партії «Сильна Україна» | Одеська обласна психіатрична лікарня № 2, медична сестра                |
| 11              | Арапанова Світлана Федорівна      | 05.11.2010            | вища               | позапартійна                            | Олександрівська загальноосвітня школа І-ІІІ ст., вчитель                |
| 13              | Алтинова Ніна Олексіївна          | 05.11.2010            | вища               | позапартійна                            | фірма «Волва» ЛТД, головний бухгалтер                                   |
| 14              | Царьова Наталія Вікторівна        | 05.11.2010            | середня            | член Політичної партії «Сильна Україна» | Олександрівська сільська рада, виконувач обов'язків секретаря           |
| 15              | Малярчук Лідія Давидівна          | 05.11.2010            | середня            | член Політичної партії «Сильна Україна» | Олександрівська сільська рада, соціальний працівник                     |
| 18              | Степанцова Ольга Олександрівна    | 05.11.2010            | середня            | член Партії регіонів                    | тимчасово не працює                                                     |